# Why Trust Your Husband?
Pour plus de détails, voir Fiche technique et Distribution.
Why Trust Your Husband? est un film américain réalisé par George Marshall et sorti en 1921.

## Synopsis
Des maris souhaitant assister à une fête doivent inventer une excuse auprès de leurs épouses.

## Fiche technique
- Réalisation : George Marshall
- Scénario : William M. Conselman
- Producteur : William Fox
- Photographie : Lucien N. Andriot
- Production : Fox Film Corporation
- Genre : Comédie[1]
- Distributeur : Fox Film Corporation
- Durée : 50 minutes
- Date de sortie :
  - États-Unis : 16 janvier 1921

## Distribution
- Eileen Percy : Eunice Day
- Harry Myers : Elmer Day
- Ray Ripley : Joe Perry
- Harry Dunkinson : oncle Horace
- Milla Davenport : tante Miranda
- Jane Miller : Maud Stone
- Hayward Mack : Gilbert Stone
- Bess True : Marie